# Bombardier NB4
| NB4                                        | LVB-Typ 68(a)                                             | RSAG-Baureihe 4NBWE LVB-Typ 68b KVG-Baureihe 4NBWE                             |
| ------------------------------------------ | --------------------------------------------------------- | ------------------------------------------------------------------------------ |
| Baureihe 68 in Leipzig \| 4NBWE in Rostock |                                                           |                                                                                |
| Nummerierung:                              | 901–938                                                   | Rostock: 751…762, 851…862 Leipzig: 939–943 Kassel: 501–513                     |
| Anzahl:                                    | 38                                                        | Rostock: 0 von ursprünglich 22 → Leipzig: 5 → Kassel: 13 + 2 Ersatzteilspender |
| Hersteller:                                | Bombardier, H. Cegielski                                  | Bombardier, H. Cegielski                                                       |
| Baujahre:                                  | 2000/2001                                                 | 2001/2002                                                                      |
| Ausmusterung:                              |                                                           | Rostock: 2013–2015                                                             |
| Radsatzfolge:                              | 2'2'                                                      | 2'2'                                                                           |
| Spurweite:                                 | Rostock und Kassel: 1435 mm (Normalspur) Leipzig: 1458 mm | Rostock und Kassel: 1435 mm (Normalspur) Leipzig: 1458 mm                      |
| Länge:                                     | 14 655 mm (über Blech)                                    | 14 655 mm (über Blech)                                                         |
| Höhe:                                      | 2880 mm                                                   | 2880 mm                                                                        |
| Breite:                                    | 2200 mm                                                   | 2200 mm                                                                        |
| Drehzapfenabstand:                         | 6700 mm                                                   | 6700 mm                                                                        |
| Drehgestellachsstand:                      | 1500 mm                                                   | 1500 mm                                                                        |
| Leermasse:                                 | 12,8 t                                                    | 12,8 t                                                                         |
| Höchstgeschwindigkeit:                     | 60 km/h                                                   | 60 km/h                                                                        |
| Raddurchmesser:                            | 550 mm                                                    | 550 mm                                                                         |
| Betriebsart:                               | Einrichtungswagen                                         | Einrichtungswagen                                                              |
| Sitzplätze:                                | 33 davon 6 überbreit                                      | 36                                                                             |
| Stehplätze (4/m²):                         | 46 mit 6 Anlehnpolstern                                   | 42                                                                             |
| Niederfluranteil:                          | 100 %                                                     | 100 %                                                                          |
| Einstiegshöhe:                             | 290 mm                                                    | 290 mm                                                                         |
| Fußbodenhöhe:                              | 350–430 mm; 790 mm über Kupplungen                        | 350–430 mm; 790 mm über Kupplungen                                             |
| Lichte Türweite:                           | 2 × 700 mm, 1 × 1300 mm (einseitig)                       | 2 × 700 mm, 1 × 1300 mm (einseitig)                                            |
| Belege:                                    | [ 1 ] [ 2 ] [ 3 ]                                         | [ 1 ] [ 2 ] [ 3 ]                                                              |

Der NB4 ist ein niederfluriger Straßenbahn-Beiwagentyp, von dem die Leipziger Verkehrsbetriebe (LVB) und die Rostocker Straßenbahn AG (RSAG) im Jahr 1999 gemeinsam 60 Exemplare beim Hersteller Bombardier bestellten. Bei der Straßenbahn Leipzig wurden sie intern als Typ 68 eingeordnet, bei der Straßenbahn Rostock als 4NBWE geführt. Ursprünglich wurden sie mit hochflurigen Triebwagen eingesetzt, um mehr Fahrten zumindest teilweise niederflurig anbieten zu können. Nachdem die Rostocker Fahrzeuge durch Niederflur-Gelenktriebwagen ersetzt wurden, wurden sie 2013 bis 2015 an die LVB (dort als Typ 68b eingereiht) und die Kasseler Verkehrs-Gesellschaft (KVG, dort ebenfalls als 4NBWE eingeordnet) abgegeben oder verschrottet. In Kassel sowie inzwischen auch überwiegend in Leipzig werden die Beiwagen zur Kapazitätserhöhung mit ebenfalls niederflurigen Gelenktriebwagen eingesetzt.

## Technik und Aufbau

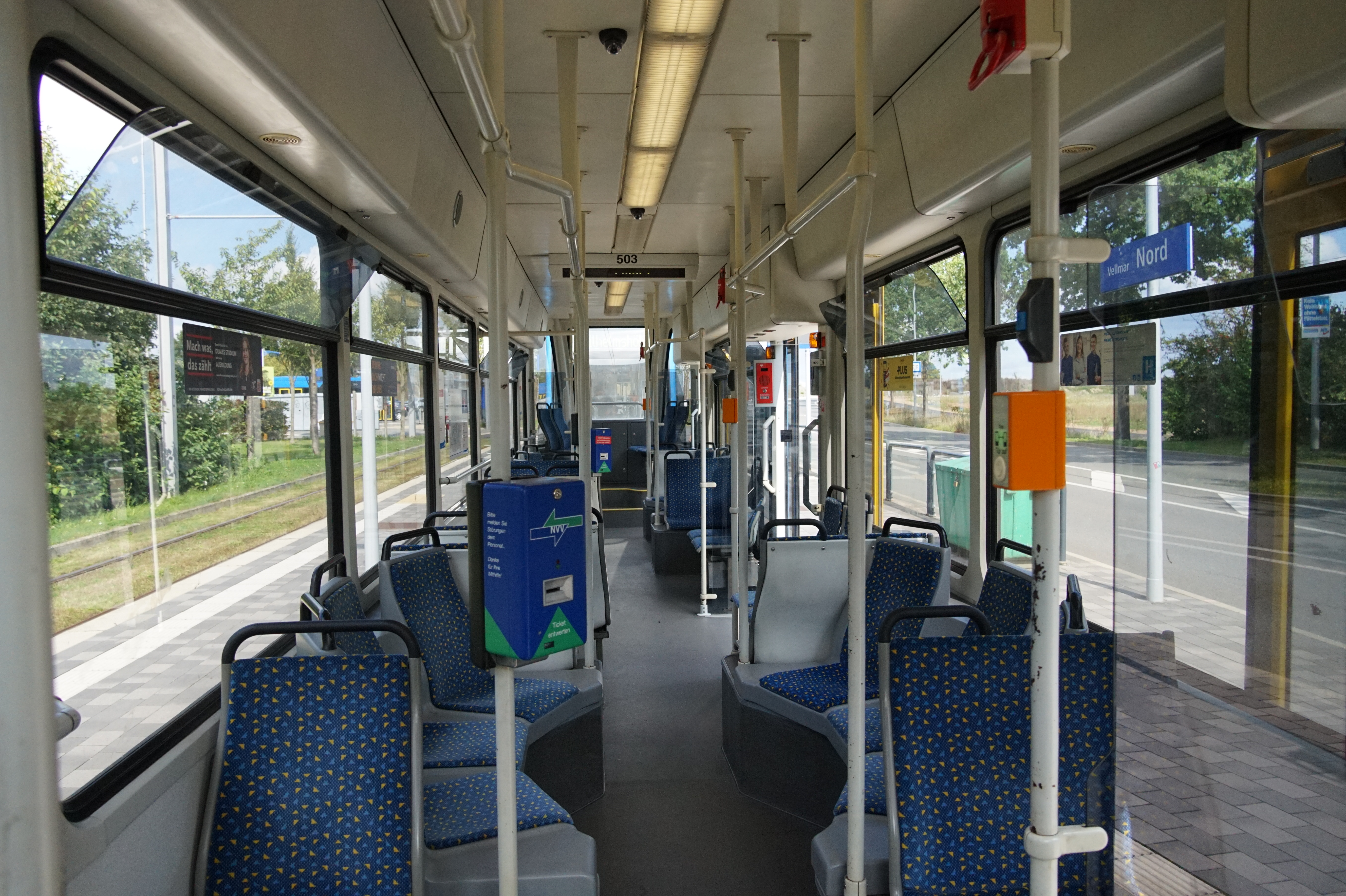
Fahrgastraum eines 4NBWE in Kassel

Die Fahrzeuge bestehen jeweils aus einem Wagenteil und laufen auf zwei zweiachsigen Laufdrehgestellen, die Bolero genannt und im Bombardier-Werk Villeneuve (ehemals VeVeY) hergestellt wurden. Der Radsatzabstand von 1500 mm und der Raddurchmesser von 550 mm (neu) sind etwas geringer gewählt als üblich, jedoch nicht so gering wie beispielsweise bei den von VeVeY gebauten Laufdrehgestellen des Genfer Be 4/6. Die Räder können auf den gleichen Unterflurdrehbänken gewartet werden wie die 590-mm-Räder der damals aktuellen Leipziger und Rostocker Niederflurtriebwagen. Aufgrund der durchgehenden Radsatzwellen liegt der Fußboden im 500 mm breiten Durchgang über den Drehgestellen 430 mm über der Schienenoberkante statt der 350 mm im restlichen Niederflurbereich. Dazwischen gibt es, ebenso wie zu den auf 290 mm liegenden Einstiegen, Rampen mit einer Neigung von maximal 6,8 %. Nur über den Kupplungen an den Wagenenden gibt es kleine mit zwei Stufen abgetrennte Hochflurbereiche auf 790 mm.
Die Einrichtungswagen haben jeweils eine Doppeltür zwischen den Drehgestellen (lichte Weite 1300 mm) sowie Einzeltüren (700 mm) vor dem führenden und hinter dem hinteren Drehgestell, beide noch im geraden Wandbereich. An der Front können die Wagen elektrisch gekuppelt werden. Am Heck gibt es dagegen nur eine mechanische Kupplung, die in der Regel verdeckt ist. Im Heck ist ein abschließbarer Rangierfahrschalter vorhanden. Die Wagenkästen in geschweißter Stahl-Leichtbauweise sowie die Inneneinrichtung wurden von H. Cegielski erstellt.

## Einsatz

### Leipzig
Die LVB beschafften zunächst 38 Fahrzeuge, um auch auf den stark nachgefragten, bisher ausschließlich mit hochflurigen Tatra-Großzügen bedienten Linien ein Niederflurangebot anbieten zu können. Mit Hilfe der NB4 konnte der Anteil der Straßenbahnfahrten mit Niederflurangebot in Spitzenzeiten auf etwa 50 % erhöht werden.
Als die RSAG ihre Fahrzeuge ausmusterte, erwarben die LVB 2013 weitere fünf Stück davon um den Einsatz von Hochflurkursen weiter reduzieren zu können. Nach Anpassung an die Leipziger Verhältnisse gingen sie 2014 als Typ 68b in den Linieneinsatz.
Anfangs konnten die Wagen nur mit modernisierten Triebwagen des Typs T4D elektrisch gekuppelt werden, mit allen anderen Fahrzeugen des damaligen Fahrzeugbestandes dagegen nur mechanisch. Die NB4 kommen sowohl in Zügen mit einem als auch als Großzug mit zwei T4D-M zum Einsatz. Neigten die Wagen in den ersten Jahren insbesondere an heißen Sommer- und kalten Wintertagen zu massiven Ausfällen, konnte die Einsatzstabilität im Rahmen der ersten Hauptuntersuchung deutlich verbessert werden. Um auf steigende Fahrgastzahlen zu reagieren und die verhältnismäßig jungen NB4 auch nach dem Ende des Tatra-Einsatzes weiternutzen zu können, wurde 2010 doch der ursprünglich nicht vorgesehene Einsatz mit den Niederflur-Gelenktriebwagen des Typs NGT8 getestet und ab August 2011 im Fahrgastbetrieb erprobt. Nach positiven Ergebnissen erfolgte ab 2015 die serienmäßige Umrüstung sowohl der NGT8 als auch der NB4 (nun als Typ 68a bezeichnet), wozu die Beiwagen auch eine zu den Niederflurtriebwagen passende Lackierung in silbergrau erhielten. Während alle 43 NB4 umgerüstet wurden, erfolgte die Anpassung nur an insgesamt 34 NGT8, da weiterhin ein Teil der Beiwagen hinter den modernisierten Tatrawagen zum Einsatz gelangt. 2022 und 2023 kam es vereinzelt im Veranstaltungsverkehr zum Einsatz von knapp 60 Meter langen Zügen aus drei T4D-M und einem NB4. Diese Betriebsform wurde bereits seit 2019 vorbereitet, um insbesondere im An- und Abreiseverkehr zu Fußballspielen den Personalwirkungsgrad zu erhöhen und auch in Hinblick auf die Beschaffung künftiger Neufahrzeuge Erfahrungen mit dieser in Leipzig zuvor nicht verwendeten Zuglänge zu sammeln. 2023 begann die Abstellung der ersten NB4 infolge von Fristablauf oder größeren Schäden. Der Großteil der Wagen kommt jedoch weiterhin hinter NGT8 und Tatrawagen nahezu im gesamten Liniennetz zum Einsatz, wobei der Schwerpunkt auf den Linien 7, 8 und 10 liegt.

### Rostock
Die RSAG beschaffte 22 Fahrzeuge, um auf allen Fahrten Niederflurigkeit anbieten zu können. Die Beiwagen kamen mit einzelnen modernisierten Hochflurtriebwagen des Typs Tatra T6A2 zum Einsatz, die zu diesem Zweck die gleichen Bordnetzumrichter wie die 4NBWE erhielten. Obwohl das Streckennetz bereits für 2,6 Meter breite Wagen geeignet war, mussten auch die Rostocker Fahrzeuge 2,2 Meter schmal gebaut werden, da sie nicht breiter als die zugehörigen Triebwagen sein durften.
Bereits nach etwas mehr als zehn Jahren wurden die 4NBWE – gemeinsam mit den Tatra T6A2 – durch neue Niederflur-Gelenktriebwagen des Typs Tramlink (RSAG-Baureihe 6N2) ersetzt. Der letzte Einsatz im Plandienst erfolgte im April 2015. Fünf bereits vor Lieferung der 6N2 abgestellte Wagen wurden 2013 nach Leipzig verkauft, 15 weitere von 2013 bis 2015 nach Kassel. Zwei Fahrzeuge wurden 2015 verschrottet.

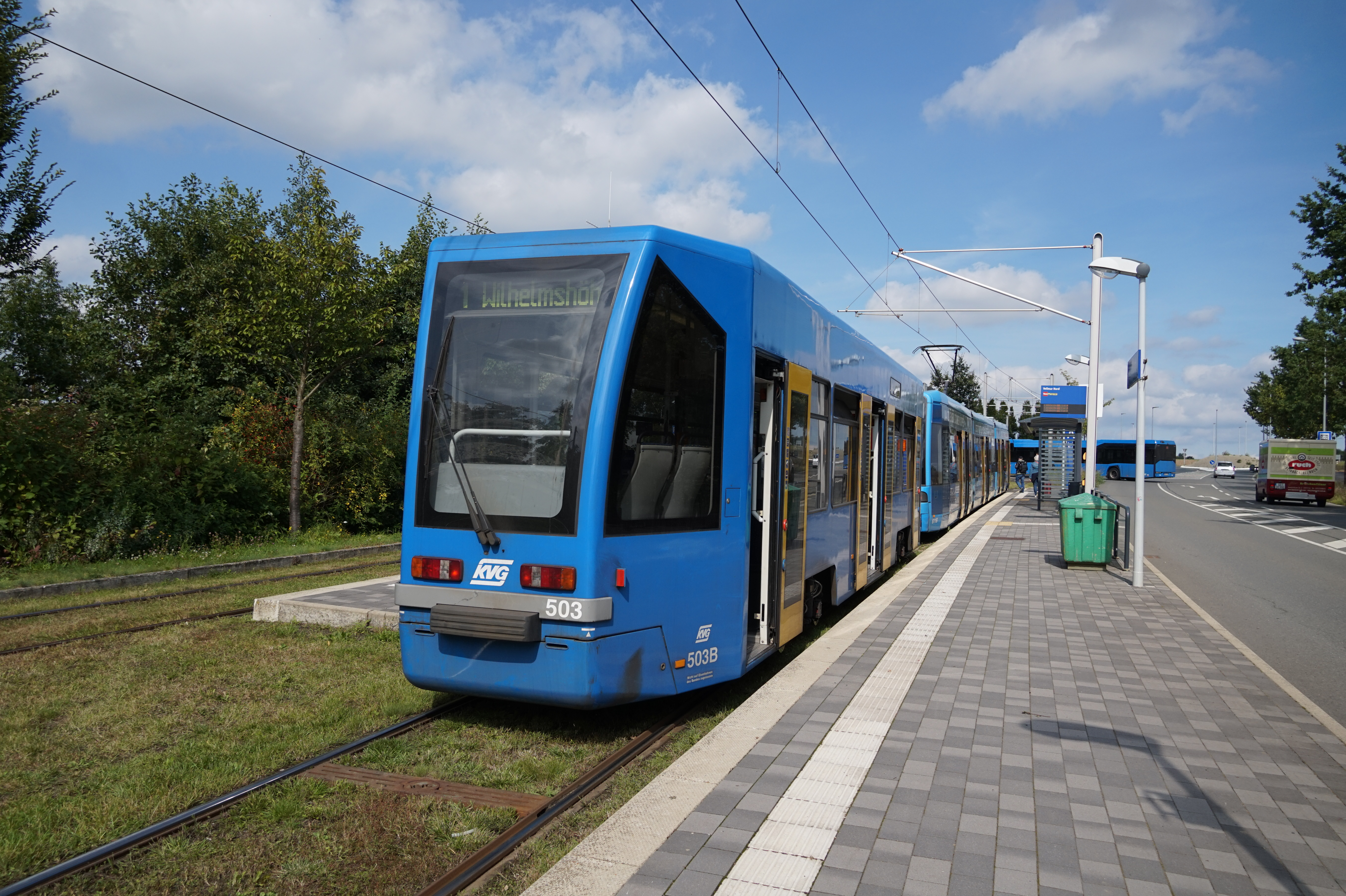
4NBWE im Netz der Straßenbahn Kassel

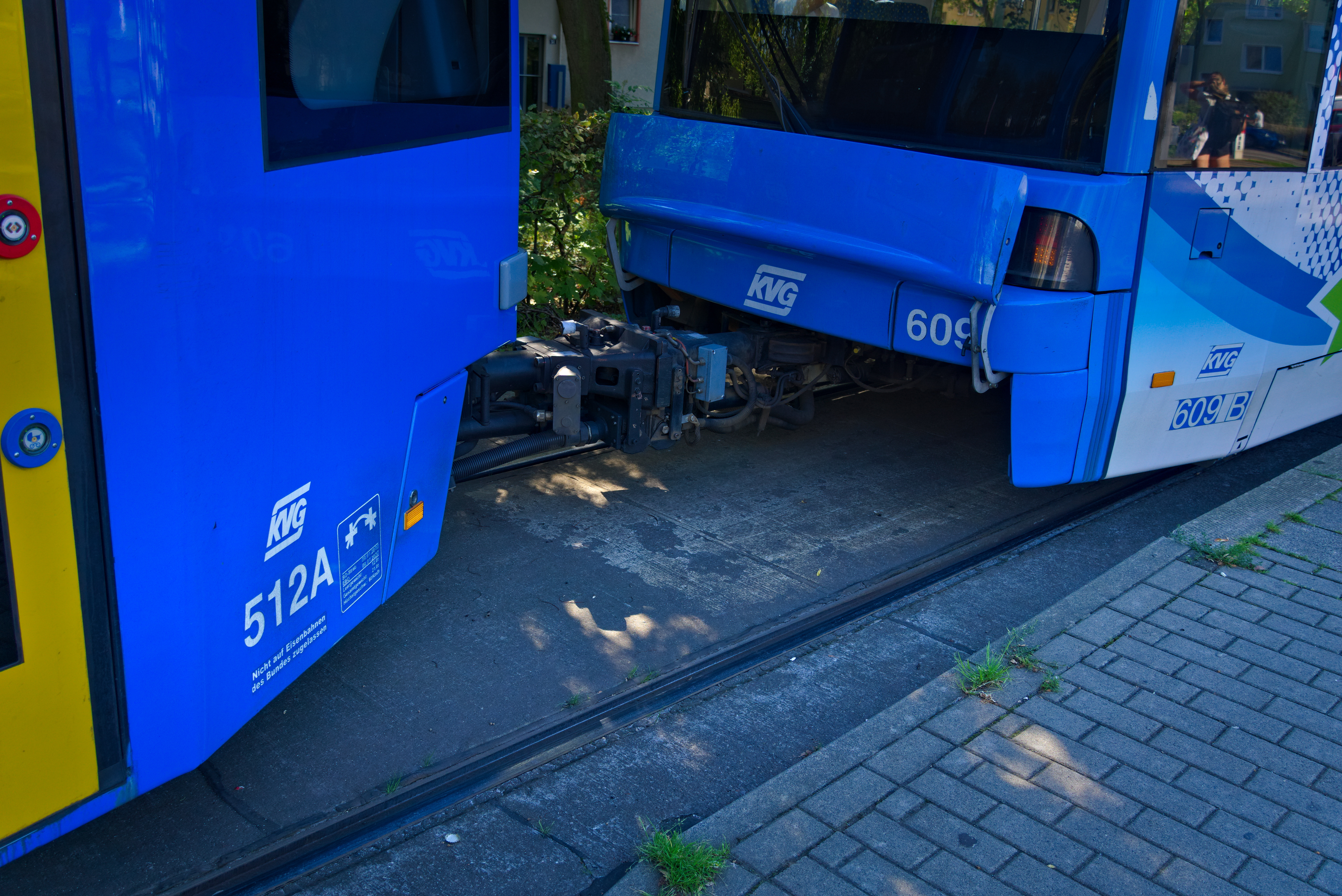
Kupplungsansicht eines 8ENGTW und eines 4NBWE in Kassel

### Kassel
Die KVG übernahm 15 Fahrzeuge aus Rostock, um sie zur Kapazitätserhöhung mit Niederflur-Gelenktriebwagen des Typs 8ENGTW (Flexity Classic) einzusetzen. Zwei Stück davon dienen jedoch bislang nur als Ersatzteilspender und erhielten in Kassel noch keine Nummer. Auch die bestellten Niederflur-Gelenktriebwagen des Typs 50T ForCity Smart sollen mit den 4NBWE eingesetzt werden können. In Kassel wurden die Wagen für bestimmte Strecken auch nach der Eisenbahn-Bau- und Betriebsordnung zugelassen.
Zunächst war im November 2013 nur ein einzelnes Fahrzeug übernommen worden, um die Eignung zu überprüfen. Die restlichen 14 Fahrzeuge trafen bis November 2015 in Kassel ein. Für den Einsatz mussten die Kupplung ausgetauscht und das Bremssystem wegen der stärkeren Streckenneigungen in Kassel angepasst werden. Die für die Beiwagen verwendeten Scharfenbergkupplungen waren zuvor an den Fronten der 8ENGTW installiert. Außerdem verkehren die Wagen in Kassel ohne die Drehgestellverkleidungen. Im Dezember 2016, 13 Jahre nach dem zuvor letzten Beiwageneinsatz im Kasseler Linienverkehr, nahmen schließlich die ersten beiden 4NBWE auf der Linie 1 den Fahrgastbetrieb auf.